# Halo lunar
Halo lunar é um fenômeno astmoférico causado pela refração da luz de milhões de cristais de gelo no ar.